# Arapja-Gletscher
Der Arapja-Gletscher (bulgarisch Арапя Ледник Arapja Lednik, englisch Arapya Glacier) ist ein 11,4 km langer und 5 km breiter Gletscher im westantarktischen Ellsworthland. Er fließt östlich des Chapman Peak südwärts entlang des Gebirgskamms Barnes Ridge und mündet südwestlich des Mount Besch und südlich des Young-Gletschers auf der Ostseite des nordzentralen Teils der Sentinel Range des Ellsworthgebirges in den Ellen-Gletscher.
Kartiert wurde er 1988 von US-amerikanischen Forschern. 2010 benannte ihn die bulgarische Kommission für Antarktische Geographische Namen nach einem gleichnamigen Badeort an der südöstlichen bulgarischen Schwarzmeerküste.